# محمد هاشمي (سياسي)
محمد هاشمي (بالفارسية: محمد هاشمی) هو سياسي إيراني، ولد في 12 ديسمبر 1951 في طهران في إيران.